# Parapallene nierstraszi
Parapallene nierstraszi är en havsspindelart som beskrevs av Loman, J.C.C. 1908. Parapallene nierstraszi ingår i släktet Parapallene och familjen Callipallenidae. Inga underarter finns listade i Catalogue of Life.